# Viaduc de Thanville
Le viaduc de Thanville est situé au sud-est de la province de Namur en Belgique Il est long de 300 mètres. Il est construit en 1889-1899,.